# Benton County (Washington)
Benton County je okres ve státě Washington ve Spojených státech amerických. K roku 2010 zde žilo 175 177 obyvatel. Správním městem okresu je Prosser. Celková rozloha okresu činí 4 558 km².